# Castanedia
Castanedia, monotipski rod glavočika., dio podtribusa Critoniinae.  Ime roda Castenedia je u čast Rafaela Romera Castañede (1910. – 1973.), koji je bio kolumbijski botaničar i sakupljač biljaka.
Jedina vrsta je  C. santamartensis, kolumbijski endem sa planina Sierra de Santa Marta, odakle i ime vrsti

## Sinonimi
Nema.